# Quinto Marcio Rala
Quinto Marcio Rala (en latín, Quintus Marcius Ralla) fue un político romano del siglo II a. C.

## Carrera pública
Ocupó el tribunado de la plebe en el año 196 a. C. cuando propuso al pueblo hacer la plaz con Filipo V de Macedonia. Más tarde, fue nombrado duumvir en dos ocasiones para la dedicación de un templo: la primera en el año 194 a. C. y la segunda en 192 a. C.